# Nad Vápenkou
Nad Vápenkou este o arie protejată (arie specială de conservare — SAC, sit de importanță comunitară — SCI) din Republica Cehă întinsă pe o suprafață de 0,55 ha, integral pe uscat.

## Localizare
Centrul sitului Nad Vápenkou este situat la coordonatele 48°51′40″N 17°31′19″E / 48.861111°N 17.521944°E.

## Înființare
Situl Nad Vápenkou a fost declarat sit de importanță comunitară în aprilie 2005 pentru a proteja 1 specie de plante. Situl a fost protejat și ca arie specială de conservare în iulie 2012.

## Biodiversitate
Situată în ecoregiunea continentală, aria protejată nu include niciun habitat protejat.
La baza desemnării sitului se află o specie protejată de  plante: sisinei (Pulsatilla grandis).